# American Academy in Rome

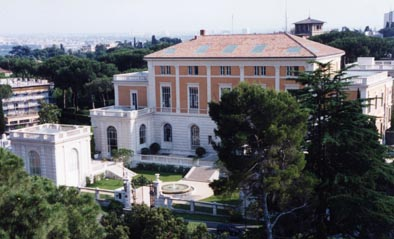
La sede dell'Accademia, al Gianicolo

L'American Academy in Rome (Accademia americana a Roma) è un'istituzione culturale statunitense, con sede sul Gianicolo, fondata nel 1894 per "promuovere il perseguimento degli studi e della ricerca avanzata nel campo delle belle arti e delle discipline umanistiche".

## Storia
L'assetto dell'Accademia americana a Roma risale al 1913, quando si realizzò una fusione tra la American School of Architecture (fondata nel 1894) e la American School of Classical Studies in Rome (istituita nel 1895 dall'Archaeological Institute of America).
Tra i fondatori vi furono Charles Follen McKim, William Kissam Vanderbilt, Henry Clay Frick, John D. Rockefeller, Jr., Andrew Carnegie, Richard Morris Hunt, Austin W. Lord, Daniel Burnham, William Ware, Henry Gurdon Marquand, e Martin Brimmer.

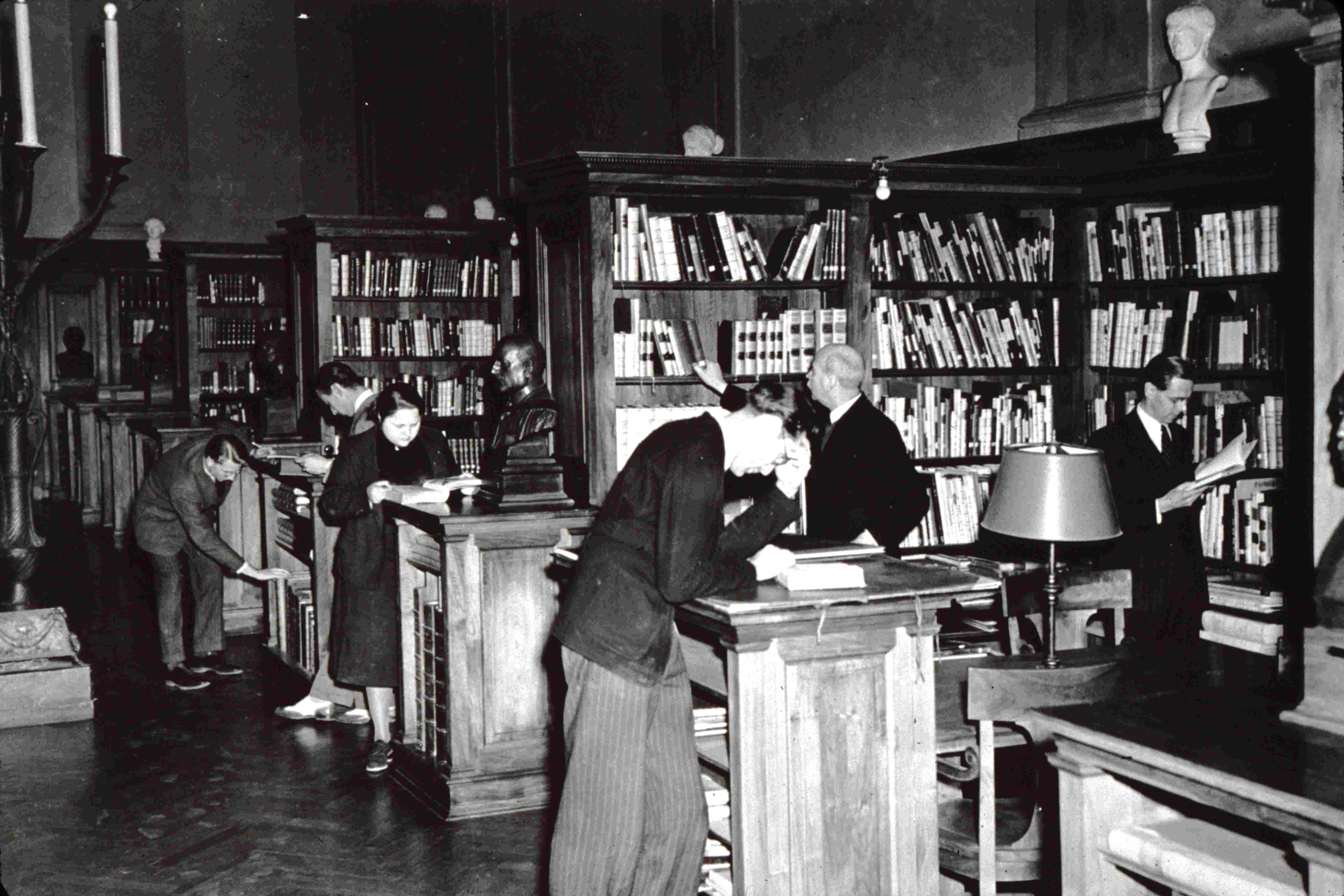
La biblioteca dell'American Academy in Rome nel 1914
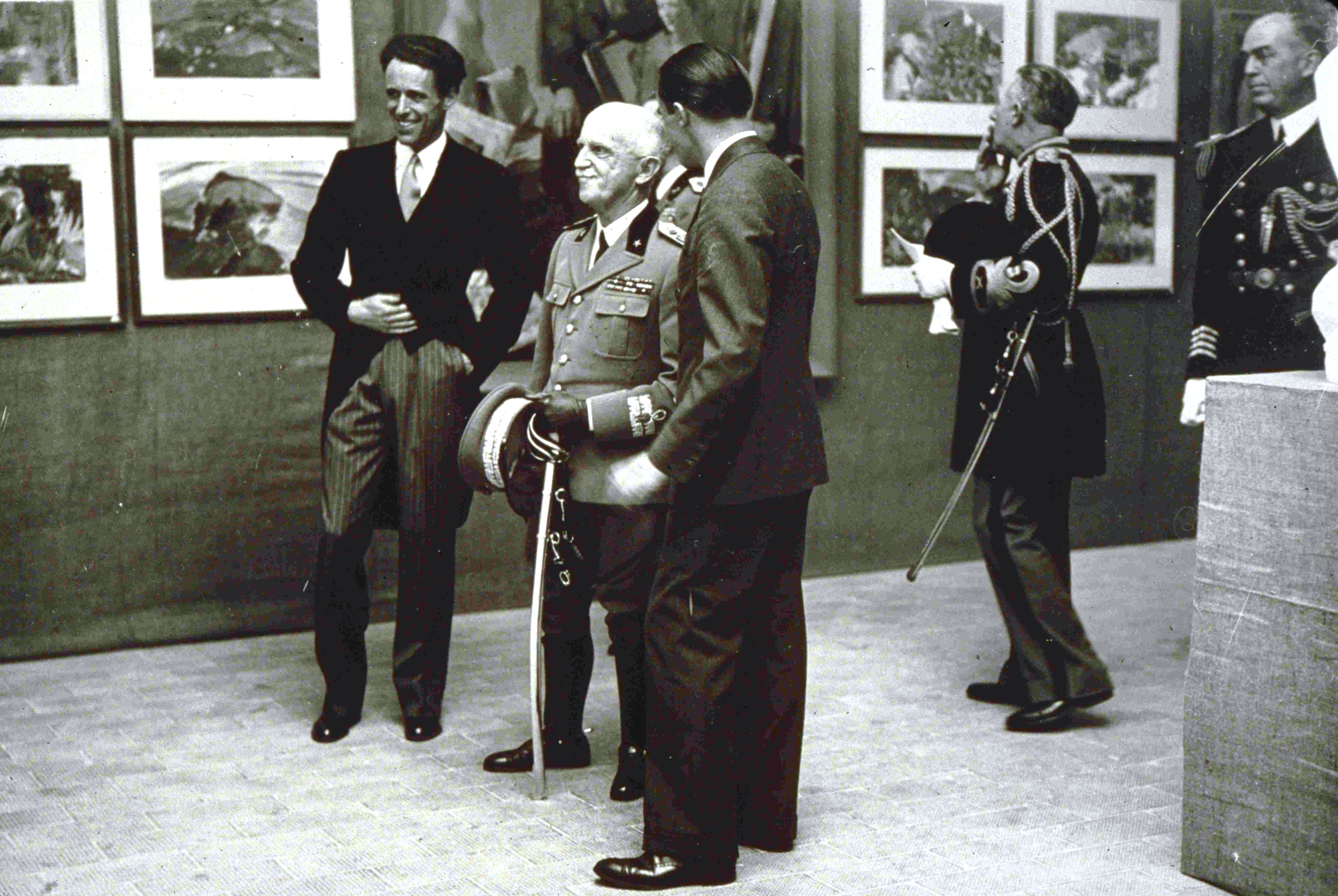
Visita del re d'Italia Vittorio Emanuele III all'American Academy, 1939

## Attività

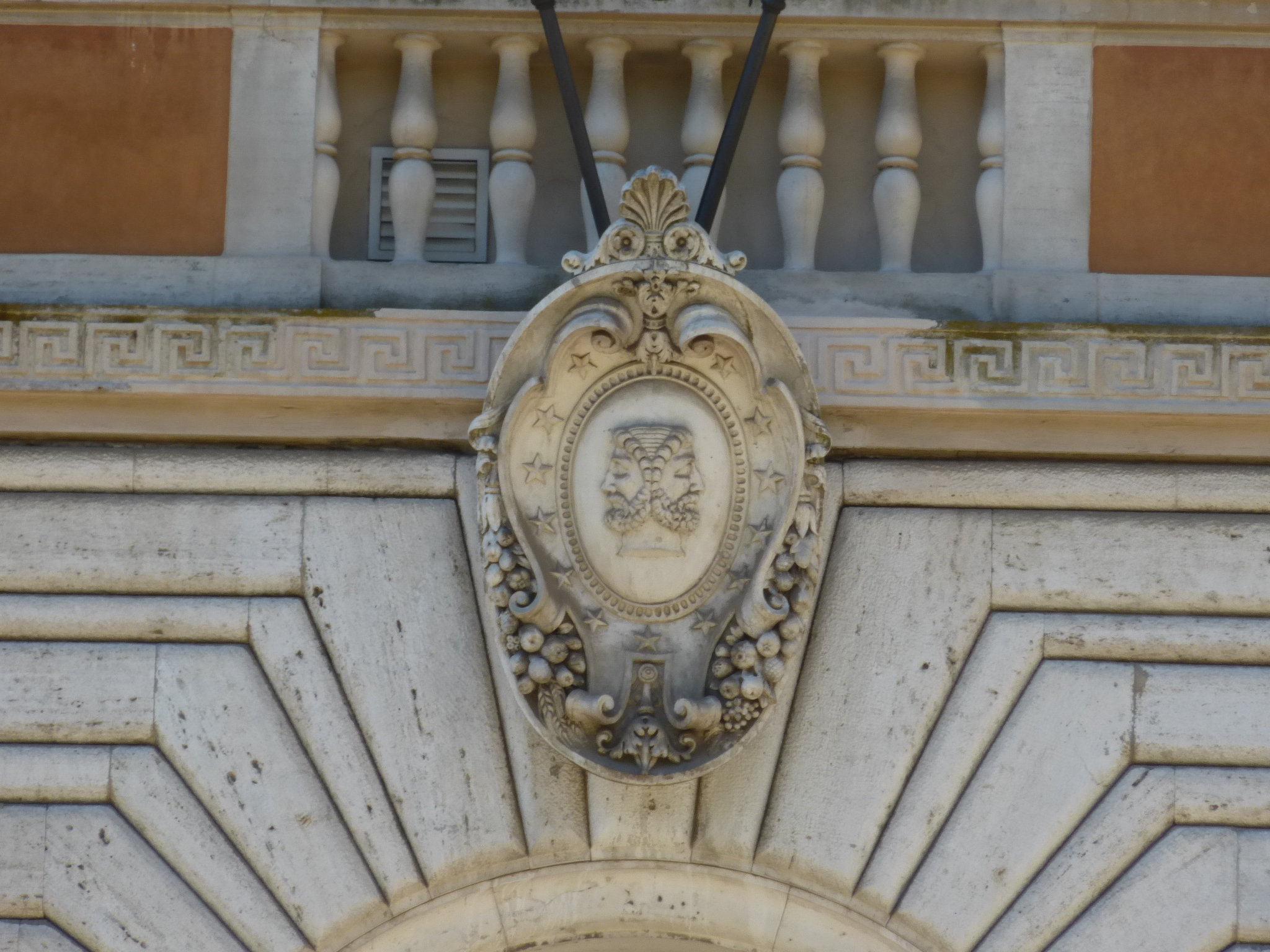
Stemma dell'American Academy, sull'ingresso

### Rome Prize
L'Accademia offre ospitalità temporanea a studiosi e artisti statunitensi che hanno ricevuto il prestigioso Rome Prize (da non confondersi con altri omonimi riconoscimenti, come il francese Prix de Rome).
I Rome Prize sono conferiti in vari campi:
- School of Classical Studies, 12 premi in campi come storia, letteratura, musicologia, archeologia, storia dell'arte o altre scienze umanistiche.
  - Ancient Studies
  - Medieval Studies
  - Renaissance e Early-Modern Studies
  - Modern Italian Studies
- School of Fine Arts (15 Rome Prize, dei quali 11 per un anno e 4 per sei mesi)
  - Architecture
  - Design Arts
  - Historic Preservation and Conservation
  - Landscape Architecture
  - Musical Composition
  - Visual Arts
  - Literature (l'unico campo nel quale i Rome Prizes sono attribuiti su nomination della American Academy of Arts and Letters, piuttosto che su domanda)

### Altre iniziative
Oltre ai borsisti destinatari del premio (denominati con l'acronimo FAAR - Fellows of the American Academy in Rome), in diversi periodi vivono, frequentano o lavorano nell'accademia studiosi o artisti in visita.
Anche i membri residenti (RAAR), in genere essi stessi studiosi o artisti di rilievo, vivono nell'Accademia per tre mesi. Vi sono due o tre residenti all'anno per ciascun campo di studio.
L'Accademia ospita numerosi programmi estivi, tra cui la Classical Summer School, il Seminario estivo del NEH-National Endowment for the Humanities, il Programma estivo sulla ceramica romana, e il programma estivo in Archeologia. Sono iniziative aperte a vari studiosi, docenti, e studenti.
L'accademia ospita inoltre la Fototeca Unione, fondata da Ernest Nash.

## Sedi
L'Accademia è ospitata in diversi edifici. La sede principale, in via Angelo Masina, aperta nel 1914, fu progettata da Charles Follen McKim, William Rutherford Mead, e Stanford White. Il cortile ha una fontana disegnata dallo scultore Paul Manship. L'architetto Michael Graves ha progettato la biblioteca dei libri rari nel 1996.
L'Accademia possiede, inoltre, la Villa Aurelia, una tenuta di campagna costruita nel 1650 per il Cardinale Girolamo Farnese. L'edificio servì come quartier generale di Giuseppe Garibaldi durante l'assedio francese di Roma nel 1849, in occasione dell'esperienza della Repubblica Romana. La villa fu pesantemente danneggiata durante l'assalto e successivamente restaurata.
Fu quindi comprata da Clara Jessup Heyland, ereditiera di Filadelfia. Heyland morì nel 1909, e la villa entrò nel possesso dell'Accademia, secondo le volontà espresse con lascito testamentario.